# Rewolucja konserwatywna
Rewolucja konserwatywna – nurt intelektualny niemieckiej prawicy w Republice Weimarskiej. Stanowił próbę dostosowania założeń niemieckiego konserwatyzmu (tradycyjne wartości, naród i państwo, hierarchia) do nowych warunków ukształtowanych przez klęskę Niemiec w I wojnie światowej i rozwój nowoczesnego społeczeństwa przemysłowego. W opinii Franciszka Ryszki, rewolucyjny konserwatyzm zdefiniować można – w ujęciu negatywnym – jako „kierunek wyrażający antytezę dorobku wielkiej rewolucji francuskiej, tzn. antytezę liberalizmu, demokracji parlamentarnej, kosmopolityzmu, pacyfizmu, wilhelmińskiego Schlaraffenland, a także »ubocznych produktów« XIX w. – marksizmu i… anarchizmu, tak bowiem osądzano je w tym gronie”. Cechą wyróżniającą tego nurtu był natomiast „mistyczny, irracjonalny nacjonalizm, wzbogacony wszakże o elementy socjalne”.

## Geneza
XX-wieczny konserwatyzm rewolucyjny w Niemczech wyrastał korzeniami z nacjonalistycznego konserwatyzmu Paula de Lagarde i Juliusa Langbehna. W ich rozumieniu rzeczywistość jest tak skażona, że tradycyjny postulat konserwatyzmu, opowiadający się za powolną zmianą i zachowaniem zastanego porządku, był całkowicie nie do zastosowania. Opowiadali się oni za powrotem do przeszłej rzeczywistości średniowiecznego cesarstwa. W dużej mierze odpowiadało to odczuciom rewolucyjnych konserwatystów, którzy opowiadali się za odrzuceniom tego co „przeszłe”, a zachowaniem tego co „niezmienne”, nie cofając się przed drogą rewolucyjnego, krwawego przewrotu. Inspiracją rewolucyjnego konserwatyzmu była z jednej strony heroiczna filozofia Nietzschego (zwłaszcza koncepcje nadczłowieka i woli mocy), z drugiej mit Prus jako syntezy nowoczesności (utożsamianej z militaryzmem) i tradycji.

## Nurty
Rewolucyjni konserwatyści reprezentowali często bardzo odmienne stanowiska polityczne i ideologiczne, łączył ich jednak nacjonalizm, antymarksizm i antyliberalizm. Punktem wspólnym była także niechęć do Republiki Weimarskiej, która w optyce przedstawicieli ruchu była bądź tworem sztucznie narzuconym narodowi niemieckiemu, bądź sztucznym przeniesieniem republikańskiej formy rządów w okres historyczny, w którym stała się ona polem dla populizmów i rządów motłochu. W większości jednak odrzucali możliwość restauracji Cesarstwa Niemieckiego, wypatrując raczej w przyszłości nowoczesnej, a przy tym konserwatywnej, formy rządu.
Nurt „rewolucji konserwatywnej” współtworzyły trzy grupy:
1/ narodowi rewolucjoniści (bracia Friedrich Georg i Ernst Jünger, Franz Schauwecker, Friedrich Hielscher, Werner Beumelburg, Arnolt Bronnen, Ernst von Salomon, Edwin E. Dwinger) skupieni wokół pism „Die Standarte”, „Die Kommenden”, „Arminius”, „Der Vormarsch”, „Widerstand”. Za cel stawiali sobie unowocześnienie niemieckiego nacjonalizmu poprzez nadanie mu rewolucyjnego, proletariackiego i totalitarnego charakteru. Najpełniej poglądy narodowych rewolucjonistów wyłożył E. Jünger w książkach „Totalna mobilizacja” (1930) i „Robotnik” (1932).
2/ volkiści – ruch łączący elementy kontrkulturowe (Lebensreform pod hasłem powrotu do natury), światopoglądowe (odrzucenie chrześcijaństwa na rzecz np. ariozofii) i polityczne (rasistowski etnonacjonalizm).
3/ młodokonserwatyści (Heinrich von Gleichen-Rußwurm, Max Hildebert Boehm, Eduard Stadtler, Rudolf Pechel, Edgar Julius Jung, Wilhelm Stapel) zorganizowani w Juniklub i wydający pismo „Die Tat”. W odróżnieniu od poprzednich frakcji akcentowali rolę chrześcijaństwa i klas wyższych, pod względem ustrojowym opowiadali się za państwem stanowym.

## Najważniejsi reprezentanci
- Arthur Moeller van den Bruck
- Hugo von Hofmannsthal
- Edgar Julius Jung
- Ernst Jünger
- Oswald Spengler
- Hans Freyer
- Othmar Spann
- Carl Schmitt

## Epilog
NSDAP przejęła część haseł rewolucyjnych konserwatystów i wchłonęła ich sympatyków, jednak większość przedstawicieli tego nurtu po 1933 r. pozostawała w opozycji wobec III Rzeszy.